# Kreis Gardelegen
De Kreis Gardelegen was een kreis in de Duitse Democratische Republiek. De kreis bestond tussen 1952 en 1994 en maakte deel uit van de Bezirk Maagdenburg en aansluitend van de deelstaat Saksen-Anhalt na de Duitse hereniging. Kreisstadt was Gardelegen.

## Geschiedenis
Op 25 juli 1952 vond er een omvangrijke herindeling in de DDR plaats, waarbij onder andere de deelstaten hun betekenis verloren en nieuwe Bezirke werden gevormd. Bij deze herindeling werd de toenmalige Landkreis Gardelegen opgeheven en opgedeeld. Diverse gemeenten werden ondergebracht in de kreise Haldensleben, Kalbe (Milde) en Klötze. Het overgebleven gebied vormde de nieuwe Kreis Gardelegen met de stad Gardelegen als bestuurszetel en werd onderdeel van de Bezirk Maagdenburg.
Op 1 januari 1988 werd het gebied van de kreis uitgebreid met delen van de toen opgeheven Kreis Kalbe (Milde). Twee jaar later, op 17 mei 1990 werd de kreis in Landkreis Gardelegen hernoemd. Bij de Duitse hereniging later dat jaar werd de landkreis onderdeel van de nieuw gevormde deelstaat Saksen-Anhalt. Bij de bestuurlijke herindeling die op 1 juli 1994 van kracht werd, werd Gardeleben opgeheven en ging hij op in de Altmarkkreis Salzwedel en Landkreis Stendal.